# Van Lanschot (geslacht)
Van Lanschot is een Nederlandse familie die vooral bekend is geworden door het in 1799 opgerichte bankiershuis.

## Geschiedenis
De stamreeks begint met Christiaen Jan Maessone, die met zijn zoons vermeld wordt te Zundert in een op 15 juli 1477 aangelegd leenregister van de graven van Nassau; hij overlijdt voor 1 augustus 1501. Diens achterachterkleinzoon, Jacob Jan Christiaens, mondig 1531, was de eerste bestuurder van het geslacht en meier van Zundert, schepen en schout van de Eninge van Rijsbergen; hij overlijdt omstreeks 16 april 1583. Een nazaat van hem, Adrianus Franciscus (Francis) van Lanschot (1682-1731) wordt brouwer in Het Gekroont Hert te Loon op Zand. Diens zoon Cornelis van Lanschot (1711-1789) wordt in 1737 poorter van 's-Hertogenbosch en legde in datzelfde jaar het fundament voor het huidige beursgenoteerde bankiershuis Van Lanschot N.V.
In 1972 werd het opgenomen in het genealogische naslagwerk Nederland's Patriciaat; heropname daarin volgde in 1997.

## Bekende telgen
Cornelis van Lanschot (1711-1789), 1737 poorter van 's-Hertogenbosch, grondlegger van het bankiershuis.
- Godefridus van Lanschot (1743-1799), koopman
  - Franciscus Antonius Augustinus van Lanschot (1768-1851), heer van Berlicum en Middelrode (door koop 1833-), oprichter en lid firma F. van Lanschot, kooplieden en winkeliers in koffie, thee, tabak en kruidenierswaren en kassiers te ‘s-Hertogenbosch 1799-1851, lid raad van ‘s-Hertogenbosch 1810-†, lid Provinciale Staten van Noord-Brabant 1819-1821
    - Godefridus van Lanschot (1793-1883), heer van Berlicum en Middelrode, lid firma F. van Lanschot 1851-1853
    - Augustinus Cornelis van Lanschot (1794-1874), lid firma F. van Lanschot, medeoprichter en directeur ‘s-Hertogenbossche Brandwaarborg Mij. van 1841 N.V. 1841-1873
      - Augustinus Jacobus Arnoldus van Lanschot (1834-1919), lid gemeenteraad 's-Hertogenbosch 1888-1909, voorzitter waterschap van de Beneden-Dommel 1869-1918
        - August Willem Johan van Lanschot (1867-1923), burgemeester van Vught 1899-†
          - Monique Pauline Charlotte Marie Josée van Lanschot (1912-1992); trouwt 1935 jhr. mr. Frans Joseph Cornelis Maria van Rijckevorsel (1907-1959), burgemeester van Lisse 1938-1946, van [[V]ught]] 1947-†
          - Willem Charles Jean Marie van Lanschot (1914-2001), firmant en oud-president-commissaris F. van Lanschot Bankiers, majoor cav. b.d. (tijdelijk kolonel Grote Staf 1948), voorzitter Bond van Nederlandse Militaire Oorlogs- en Dienstslachtoffers, voorzitter World Veterans Federation, Ridder Militaire Willemsorde
            - Monique Marie van Lanschot; trouwt 1968 mr. Franciscus Joannes Marie Houben, oud-Commissaris van de Koning(in) in Noord-Brabant

        - Willem Maria van Lanschot (1869-1941), lid Eerste Kamer der Staten-Generaal 1911-†, president Krijgsraad te ‘s-Hertogenbosch 1914-1939, curator Katholieke Universiteit Nijmegen 1923-† en Nederlandse Handels-Hogeschool te Rotterdam 1931-†, gedelegeerde ontwapeningsconferentie en assemblée Volkenbond Genève
          - Louisa Augusta Johanna Maria van Lanschot (1899-1991); trouwt 1922 jhr. mr. Pieter Godfried Maria van Meeuwen (1899-1982), vicepresident 1945-1946 en president 1946-1949 bijzonder gerechtshof 's-Gravenhage, raadsheer gerechtshof aldaar 1949-1951, te ‘s-Hertogenbosch 1951-1955, kantonrechter te Heerlen 1955-1969, lid Provinciale Staten van Noord-Brabant 1931-1936 en van Limburg 1954-1957, lid Eerste Kamer der Staten-Generaal 1956-1969, lid Hoge Raad van Adel 1960-1972

      - Godefridus Ludovicus Hubertus van Lanschot (1835-1907), firmant F. van Lanschot 1874-†, directeur ‘s-Hertogenbossche Brandwaarborg Mij. van 1841 N.V. 1873-1893
        - Godefridus Augustinus Wilhelmus van Lanschot (1868-1935), firmant F. van Lanschot 1901-†
          - Cornelis Godefridus Josephus van Lanschot (1897-1953)
          - Johannes Maria Godefridus van Lanschot (1900-1983), firmant F. van Lanschot Bankiers
            - Joannes Cornelis van Lanschot (1929-1991), voorzitter raad van bestuur F. van Lanschot Bankiers

          - Gerardus Maria Godefridus van Lanschot (1907-1981), diplomaat, consul te Los Angeles
            - Marten Godfried van Lanschot, oud-lid raad van bestuur F. van Lanschot Bankiers te ‘s-Hertogenbosch
            - Gerardine Alida Antoinette van Lanschot; trouwt 1986 prof. dr. Lambertus Joannes Carolus Maria Le Blanc, oud-directeur-generaal rijksbegroting Ministerie van Financiën, oud-lid en oud-vicevoorzitter raad van bestuur F. van Lanschot Bankiers, vicepresident financiën European Bank for Reconstruction and Development, bijzonder hoogleraar transitieprocessen in Oost-Europese economieën Katholieke Universiteit Brabant

        - mr. Eppo Paul van Lanschot (1871-1940), burgemeester van Breda 1907-1915
        - Maria Francisca van Lanschot (1872-1945); trouwt 1897 jhr. mr. Pieter Leon van Meeuwen (1870-1921), vicepresident arrondissementsrechtbank 's-Gravenhage 1914-1918, raadsheer Hoge Raad der Nederlanden 1918-†

      - mr. Henricus Ferdinandus Maria van Lanschot (1842-1883), burgemeester van 's-Hertogenbosch 1880-1883, voorzitter waterschap Beneden Aa, bestuurslid waterschap Laag Hemaal I879-†
        - Maria Johanna van Lanschot (1874-1942); trouwt 1899 Julianus Josephus Dony (1865-1949), architect, directeur Koninklijke School voor Nuttige en Beeldende Kunsten te ‘s-Hertogenbosch, consul-generaal van België aldaar
        - mr. Frans Johan van Lanschot (1875-1949), lid gemeenteraad 1907-1917 en burgemeester 1917-1941 van ‘s-Hertogenbosch
          - Mathilde Maria Jeanne van Lanschot (1907-2001), oud-lid gemeenteraad van ‘s-Hertogenbosch
          - mr. Frans Joseph Johan Lodewijk van Lanschot (1909-1999), oud-burgemeester van Geldrop, oud-lid Provinciale Staten Noord-Brabant
            - mr. Joseph Jacob Jaspar van Lanschot LL.M. (1955), directeur van VSBfonds, kamerheer des Konings in de provincie Utrecht sinds 1 januari 2011
              - Reinier van Lanschot (1989), politicus

          - Lodewijk Henri Maria van Lanschot (1920-2002), arts, medisch directeur Sint Radboud Ziekenhuis te Nijmegen en oud-lid Provinciale Staten van Gelderland, trouwt in 1951 met Johanna van Vollenhoven (1919-2007), lid van de familie Van Vollenhoven
            - Catharina Maria van Lanschot; trouwt 1981 mr. Carel Johannes Jacobus Beynen (echtscheiding uitgesproken in 2011), lid gemeenteraad van Rotterdam
            - Miriam Louise van Lanschot; trouwt 1976 mr. Henricus Laurentius Maria Bloemen, lid gemeenteraad en wethouder van Arnhem en burgemeester van Driebergen en vervolgens Berkelland.

        - Johanna Paulina van Lanschot (1883-1925); trouwt 1907 jhr. mr. Louis Eugene Marie von Fisenne (1874-1939), secretaris Spoorweg-enquêtecommissie, lid Provinciale Staten 1904-† en lid Gedeputeerde Staten 1907-† van Zuid-Holland, curator Rijksuniversiteit Leiden 1929-1939

    - Henricus Joannes van Lanschot (1797-1887), lid firma Van Lanschot & Van der Kun, wijnkopers te Rotterdam 1839-1848, viceconsul van Brazilië voor Rotterdam, Dordrecht en Zeeland te Rotterdam 1842-1848, lid gemeenteraad van ‘s-Hertogenbosch 185l-1855

  - Theodora Maria Josepha van Lanschot (1776-1854); trouwt 1804 Victor Andreas van Rijckevorsel (1784-1855), rechter van koophandel te s'-Hertogenbosch, lid Provinciale Staten van Noord-Brabant

Geslachten die opgenomen zijn in het sinds 1910 verschijnende genealogische naslagwerk Nederland's Patriciaat. Lijst volgens opgave van het CBG Centrum voor familiegeschiedenis.
A · B · C · D · E · F · G · H · I · J · K · L · M · N · O · P · Q · R · S · T · U · V · W · Y · Z